# Kupirovo
Kupirovo falu Horvátországban Zára megyében. Közigazgatásilag Gračachoz tartozik.

## Fekvése
Zárától légvonalban 73, közúton 95 km-re északkeletre, községközpontjától légvonalban 21, közúton 31 km-re keletre, Lika déli részén, a Kninből Bihácsra menő főút mellett fekszik.

## Története
A török kiűzése (1685) után pravoszlávokkal betelepített likai falvak közé tartozik. A településnek 1857-ben 865, 1910-ben 469 lakosa volt. Az első világháború után előbb a Szerb-Horvát-Szlovén Királyság, majd Jugoszlávia része lett. 1991-ben teljes lakossága szerb nemzetiségű volt. Lakói még ez évben csatlakoztak a Krajinai Szerb Köztársasághoz. A horvát hadsereg 1995 augusztusában a Vihar hadművelet során foglalta vissza a települést. Szerb lakói elmenekültek. A településnek 2011-ben 46 lakosa volt.

## Lakosság
| Lakosság változása | Lakosság változása | Lakosság változása | Lakosság változása | Lakosság változása | Lakosság változása | Lakosság változása | Lakosság változása | Lakosság változása | Lakosság változása | Lakosság változása | Lakosság változása | Lakosság változása | Lakosság változása | Lakosság változása | Lakosság változása |
| ------------------ | ------------------ | ------------------ | ------------------ | ------------------ | ------------------ | ------------------ | ------------------ | ------------------ | ------------------ | ------------------ | ------------------ | ------------------ | ------------------ | ------------------ | ------------------ |
| 1857               | 1869               | 1880               | 1890               | 1900               | 1910               | 1921               | 1931               | 1948               | 1953               | 1961               | 1971               | 1981               | 1991               | 2001               | 2011               |
| 865                | 1.066              | 845                | 399                | 495                | 469                | 436                | 399                | 258                | 245                | 220                | 184                | 160                | 130                | 16                 | 46                 |

## Nevezetességei
- Kunić grad történelem előtti várrom.
- Kunić grad alatt középkori templom és temető maradványai régi sírkövekkel.
- A Popini-hegyszorosban (Popinski klanac, más néven Srbski klanac) római település maradványai.
- Potkraj és Podklanac településrészein a népi építészet jellegzetes példái láthatók.